# NUDT8
NUDT8 (англ. Nudix hydrolase 8) – білок, який кодується однойменним геном, розташованим у людей на 11-й хромосомі. Довжина поліпептидного ланцюга білка становить 236 амінокислот, а молекулярна маса — 25 370.
| 10         |  | 20         |  | 30         |  | 40         |  | 50         |
| ---------- |  | ---------- |  | ---------- |  | ---------- |  | ---------- |
| MLPDCLSAEG |  | ELRCRRLLAG |  | ATARLRARPA |  | SAAVLVPLCS |  | VRGVPALLYT |
| LRSSRLTGRH |  | KGDVSFPGGK |  | CDPADQDVVH |  | TALRETREEL |  | GLAVPEEHVW |
| GLLRPVYDPQ |  | KATVVPVLAG |  | VGPLDPQSLR |  | PNSEEVDEVF |  | ALPLAHLLQT |
| QNQGYTHFCR |  | GGHFRYTLPV |  | FLHGPHRVWG |  | LTAVITEFAL |  | QLLAPGTYQP |
| RLAGLTCSGA |  | EGLARPKQPL |  | ASPCQASSTP |  | GLNKGL     |  |            |

A: Аланін

C: Цистеїн

D: Аспарагінова кислота

E: Глутамінова кислота

F: Фенілаланін

G: Гліцин

H: Гістидин

I: Ізолейцин

K: Лізин

L: Лейцин

M: Метіонін

N: Аспарагін

P: Пролін

Q: Глутамін

R: Аргінін

S: Серин

T: Треонін

V: Валін

W: Триптофан

Кодований геном білок за функцією належить до гідролаз. 
Задіяний у такому біологічному процесі, як альтернативний сплайсинг. 
Білок має сайт для зв'язування з іонами металів, іоном магнію, іоном марганцю. 